# Mariana Silva
Mariana dos Santos Silva (São Paulo, 22 de febrer de 1990) és una esportista brasilera que competeix en judo, guanyadora d'una medalla als Jocs Panamericans de 2015, i cinc medalles al Campionat Panamericà de Judo entre els anys 2010 i 2016.

## Palmarès internacional
| Jocs Panamericans    | Jocs Panamericans           | Jocs Panamericans | Jocs Panamericans |
| Any                  | Lloc                        | Medalla           | Categoria         |
| -------------------- | --------------------------- | ----------------- | ----------------- |
| 2015                 | Toronto ( Canadà)           | 3                 | –63 kg            |
| Campionat Panamericà |                             |                   |                   |
| Any                  | Lloc                        | Medalla           | Categoria         |
| 2010                 | San Salvador ( El Salvador) | 3                 | –63 kg            |
| 2011                 | Guadalajara ( Mèxic)        | 2                 | –63 kg            |
| 2012                 | Mont-real ( Canadà)         | 3                 | –63 kg            |
| 2015                 | Edmonton ( Canadà)          | 2                 | –63 kg            |
| 2016                 | l'Havana ( Cuba)            | 1                 | –63 kg            |